# Analfabeten
Analfabeten, utgiven 1951, är den första delen i Ivar Lo-Johanssons självbiografiska romansvit En proletärförfattares självbiografi. Historien behandlar delar av författarens tonår och uppväxten som statare. Efterhand får familjen ett eget hem, efter många komplikationer och inte helt utan missmod från framförallt modern.

## Handling
Boken beskriver hur Ivar Lo-Johansson får upp sitt intresse för skrivandets konst och hur han enträget vill bli en "student". Detta sker trots att han inte fullt vet vad det innebär.
Huvudpersonen och analfabeten i boken är dock fadern, som tampas med byråkratin och möter stora svårigheter när det kommer till avtal och liknande. Han har aldrig lärt sig läsa eller skriva men har klarat sig bra ändå. Dock darrar hans inre så fort ord som "pengar", "avtal" eller liknande nämns.

## Produktion
Historien anses ge ett (enligt Nationalencyklopedin) "beundransvärt porträtt av fadern". Denna den första delen i Lo-Johanssons självbiografiska romansvit kom sedan, fram till 1960, att följas av titlarna Gårdfarihandlaren, Stockholmaren, Journalisten, Författaren, Socialisten, Soldaten och Proletärförfattaren.
Berättelsen har som centralt motiv frigörelsen, något som därefter kom att vara fokus även resten av boksviten.